# Baihetan-dammen
Baihetan-dammen (förenklad kinesiska: 白鹤滩大坝; traditionell kinesiska: 白鶴灘大壩; pinyin: Báihètān Dàbà) är en dammbyggnad vid Jinshafloden, en biflod till Yangtze, i provinserna Sichuan och Yunnan i sydvästra Kina. 
Anläggningen har kapacitet att generera 16 000 MW, och är världens näst största vattenkraftverk sett till kapacitet, efter De tre ravinernas damm.
Dess höjd är 289 meter.
Byggnationen påbörjades 2008 och dammen invigdes 2021.